# Allosmaitia strophius
Espèce
Allosmaitia strophius est une espèce d'insectes lépidoptères de la famille des Lycaenidae, sous-famille des Theclinae et du genre Allosmaitia.

## Dénomination
Allosmaitia strophius a été décrit par Jean-Baptiste Godart en 1824, sous le nom initial de Polyommatus strophius.
Synonyme: Thecla scoteia Hewitson, 1877; Thecla pion Godman & Salvin, 1887.

### Noms vernaculaires
Allosmaitia strophius se nomme Strophius Hairstreak en anglais.

## Description
Allosmaitia strophius est un petit papillon d'une envergure de 22 mm à 32 mm, au corps bleu sur le dessus qui possède à chaque aile postérieure une très fine queue.
Le dessus est marron clair avec une suffusion bleu métallisé sur la moitié à partir du bord interne des ailes antérieures et aux ailes postérieures en triangle central de la base au bord externe en laissant deux bandes marron clair le long du bord costal et du bord interne.
Le revers est gris beige avec deux lignes de traits beige foncé doublées de blanc en limite de l'aire postdiscale, et, sur les ailes postérieures, un gros ocelle foncé en position anale, un ocelle bleu gris dans l'aire postmarginale en e2 et un ocelle rouge pupillé de noir en e3.

## Biologie
Il vole toute l'année en Amérique centrale.

### Plantes hôtes
Les plantes hôtes de sa chenille sont des Malpighia.

## Écologie et distribution
Allosmaitia strophius est présent dans l'extrême sud du Texas, au Mexique, au Guatemala, à Panama, en Équateur, au Brésil, au Surinam et en Guyane,,,.

### Biotope
Allosmaitia strophius réside en forêt subtropicale sèche comme humide.

### Protection
Pas de statut de protection particulier.